# 緬因嶺
緬因嶺（英語：Maine Ridge）是南極洲的山嶺，位於維多利亞地的斯科特海岸，處於馬錢特冰川和特德羅冰川之間，屬於皇家學會嶺的一部分，現時由南極條約體系管理。

## 外部連結
. . United States Geological Survey.   [2013-07-29].
78°4′S 162°6′E / 78.067°S 162.100°E